# قتل هاسيلهوف
قتل هاسيلهوف (بالإنجليزية: Killing Hasselhoff)‏ فيلم كوميدي من بطولة كين جونغ وديفيد هاسيلهوف.

## وصلات خارجية
- قتل هاسيلهوف على موقع IMDb (الإنجليزية)
- قتل هاسيلهوف على موقع ألو سيني (الفرنسية)
- قتل هاسيلهوف على موقع فيلمافينيتي (الإسبانية)
- قتل هاسيلهوف على موقع قاعدة بيانات الفيلم (الإنجليزية)
- قتل هاسيلهوف على موقع ليتربوكسد (الإنجليزية)
- قتل هاسيلهوف على موقع كينوبويسك (الروسية)
- Killing Hasselhoff  في قاعدة بيانات الأفلام على الإنترنت (بالإنجليزية)